# Laguneta Aitón
A  Laguneta Aitón é um lago localizado na Guatemala. Localiza-se no departamento de Huehuetenango, Município de Ixtahuacán.